# 기남성
기남성은 초나라의 옛 성으로 중국 후베이성 징저우시 징저우구 기남진 남쪽(원래 장링현에 속하였다)에 위치하고 있으며 전국 시대 초나라의  ‘영’(수도)이었던 옛 유적지 중 하나이다. 1961년 국가주요문화유물로 첫번째 등재될 때 함께 등재되었다.
고대 도시인 초나라 기남성은 1950년대에 조사되었고, 1975년에 대규모 발굴이 수행되었다. 도시 부지의 평면은 불규칙하며 길이는 동서로 약 4.5km, 폭은 남북으로 약 3.5km, 총 면적은 약 16km2이다. 도시에는 84 개의 초석이 발견되었으며, 그 중 61개는 당시 궁궐지역이었던 남동쪽에 있다. 이 도시에서는 400개가 넘는 우물과 제련 및 도자기 유물도 발견되었으며 수 만 개의 문화 유물이 발굴되었다.